# Pedro Díaz (político)
Pedro Díaz (Montevideo, 1874 - Montevideo, 1968) fue un abogado, docente, ensayista, legislador y político liberal uruguayo. Ejerció como diputado para el efímero Partido Liberal de Uruguay de principios del siglo XX, siendo la única persona electa para un cargo de ese partido político. Es recordada su polémica con el escritor José Enrique Rodó en 1906 sobre el retiro de los crucifijos de los hospitales públicos, recopilado en el libro Liberalismo y jacobinismo. Fue uno de los mayores exponentes públicos del liberalismo anticlerical uruguayo.

## Biografía
Pedro Díaz nació en Montevideo en 1874. Concluyó sus estudios de Derecho en la Universidad Mayor en 1898, con 24 años, al presentar su tesis titulada "Cosa juzgada", un trabajo jurídicamente muy riguroso que le valió el grado de Doctor en Derecho. En julio de ese mismo año ingresó como socio activo al Ateneo de Montevideo, prestigioso centro de raíz liberal. También, por esa época, ingresó al Club Francisco Bilbao, llamado así por el escritor chileno Francisco Bilbao, posteriormente renombrado como Centro Liberal. Díaz mantuvo una activa participación en ambas instituciones. 
En el Ateneo de Montevideo integró, como suplente, la lista que ganó las elecciones en abril de 1901, y, un año más tarde, asumió el cargo de secretario de la Junta Directiva, debido a la renuncia del titular, José Enrique Rodó, con el que años más tarde mantendría el famoso debate sobre los crucifijos. Díaz se mantuvo en las funciones de este cargo hasta marzo de 1903.
En septiembre de 1900, integrando la Junta Directiva del Club Francisco Bilbao, fue parte de la colocación de la piedra fundamental del monumento a José Garibaldi en Montevideo y, además, fue designado bibliotecario por la nueva junta Directiva que asumió en enero de 1901, cuando el Club ya había cambiado su nombre a Centro Liberal. En agosto de ese año fue nombrado secretario de la Junta Directiva y, en abril de 1903, fue elegido presidente del Centro Liberal. Demostrando el protagonismo ganado en pocos años dentro de ese ámbito.
Bajo la nueva denominación de Centro Liberal, el Club Francisco Bilbao organizó, a partir de diciembre de 1900, un ciclo de conferencias liberales en las que Díaz tuvo una destacada actuación. El 29 de diciembre disertaron Pedro Díaz y Enrique Crosa. Dice la crónica del diario liberal La Antorcha: “Abrió el acto el doctor Regules e inmediatamente ocupó la tribuna el doctor Díaz, pronunciando un notable discurso en el que atacó rudamente al catolicismo, poniendo de manifiesto sus absurdos”.
En diciembre de 1904, presidiendo aún el Centro, participó en un polémico episodio que enfrentó a las autoridades del Centro Liberal con las de la Asociación de Propaganda Liberal de Montevideo, que culminó con la separación locativa de ambas instituciones.
Así, a principios del siglo XX, el Dr. Díaz mantuvo una creciente presencia e influencia en las organizaciones y en las publicaciones liberales anticlericales, siendo uno de los mayores exponentes nacionales de estas ideas.
Pedro Díaz falleció en 1968.

## Actividad periodística
El 15 de marzo de 1900 su nombre apareció en la lista de colaboradores del diario liberal anticlerical El Liberal, y, dos meses más tarde, ya integraba la Comisión de Redacción con la que se intentó reorganizar la gestión del periódico. A fines de abril, El Liberal estaba en problemas: la distribución entre los suscriptores y el cobro de los recibos se desarrollaban de manera muy irregular. Los colaboradores del diario se reunieron en asamblea, el 28 de abril, y resolvieron delegar en una comisión especial “todo lo relativo a la marcha del diario”. Integraron dicha comisión: el propio Pedro Díaz, José M. Sienra Carranza, José Irureta Goyena, Setembrino E. Pereda y Antonio Aguayo. Se introdujeron pequeños cambios que no resultaron muy eficaces, puesto que el último número de El Liberal apareció el 29 de junio de 1900.
Durante este breve lapso, Pedro Díaz publicó un artículo editorial titulado “Asociaciones liberales”, el 8 de junio. Lo iniciaba haciendo el diagnóstico de la situación, alarmante en su concepto: “mientras el clericalismo se extendía, se disciplinaba y avanzaba, el liberalismo desorganizado, débil, por tanto, a pesar de su fuerza dormía y dejaba hacer”.
El 20 de septiembre de 1900, en La Antorcha, sucesor de El Liberal, apareció un nuevo artículo de Pedro Díaz, bajo el título “XX de setiembre”. Desarrollaba en él, el gran lema político del anticlericalismo: el Papado como amenaza teocrática para Italia y para el mundo.

## Debate sobre el retiro de crucifijos de los hospitales públicos
En julio de 1906, durante uno los últimos años de la primera presidencia de José Batlle y Ordóñez, la renovada Comisión Nacional de Caridad y Beneficencia Pública, dependiente del Ministerio de Gobierno, ordenó el retiro de emblemas de cualquier religión en las casas dependientes de dicha Comisión. Esta moción, presentada por el doctor el doctor Eugenio Lagarmilla, provocaba el retiro de los crucifijos de las salas de los hospitales públicos. Provocando la conmoción de parte de la sociedad.
Ante esto, el escritor José Enrique Rodó dirigió entonces una carta a su amigo Juan Antonio Zubillaga, director del diario La Razón, en la que cuestionaba esta medida, calificándola de “jacobinismo”; el 5 de julio, el diario publicó dicha carta. La reacción no se hizo esperar, pocos días después, el doctor Pedro Díaz se erigió, pues, en altavoz del liberalismo anticlerical, en su conferencia del día 14 de julio: El crucifijo. Su retiro de las casas de beneficencia. Una conferencia que, comunes en el Centro Liberal, tocaba el debatido tema y replicaba los conceptos vertidos en dicha carta de Rodó. Contra su costumbre, Rodó no permaneció callado, y en una serie de artículos expuso sus réplicas.
Rodó publicó todos sus artículos en el diario La Razón, mientras que el documento de Díaz fue primero el texto de la conferencia pronunciada en la sede del Centro Liberal y luego un folleto editado por esa misma institución. Los textos escritos por Rodó fueron reeditados con frecuencia bajo el título de Liberalismo y jacobinismo. Normalmente eran incluidos como apéndice de su libro Ariel, que es una de las obras más editadas de las letras uruguayas. En cambio, el texto de Díaz se convirtió en una rareza cada vez más esquiva. Como resultado, se conocían los textos de Rodó pero no los de su interlocutor. De hecho, poco a poco se fue olvidando quién era la persona con la que Rodó discutía. Y esto no solamente perjudicaba a Díaz sino al propio Rodó, porque es muy difícil encontrarle interés a una discusión en la que solo se escucha una de las voces.
Díaz esgrimió un lenguaje de neto cuño positivista, y apelando a las reminiscencias históricas, características de los escritos anticlericales, Díaz imprimió a su discurso un tono cada vez más firme de oposición a la Iglesia, “la Enemiga de la Humanidad" tal y como la llamó, siendo el crucifijo su símbolo por excelencia.
Rodó representaba para Díaz un tema permanente de sus escritos, era el representante del liberalismo “moderado” o “pasivo”, opuesto al “anticlericalismo activo” que él representaba.

## Actividad política
Díaz fue un enérgico promotor del Partido Liberal, por el cual resultó electo diputado en 1910, único cargo público que obtuvo esta entidad política efímera uruguaya de principios del siglo XX.
La obtención de su banca se debió a la abstención decretada por el Partido Nacional, que decidió no presentarse a esas elecciones por la intención de miembros del Partido Colorado de elegir nuevamente a José Batlle y Ordóñez como presidente. Esto posibilitó el ingreso al Parlamento de dos diputados de la creada coalición liberal-socialista, sin llegar a reunir mil votos. Entrando Pedro Díaz, el primer y único diputado electo por el Partido Liberal en toda la historia política uruguaya, y, por primera vez en su historia, el abogado Emilio Frugoni, el principal fundador del partido Socialista del Uruguay y su primer secretario.

## Familia
Su hermano fue Ramón Pablo Díaz, un destacado abogado y político riverista elegido dos veces como senador de la República por el Partido Colorado, departamento de Maldonado, cargo que ejerció entre 1923 y 1929, y una vez diputado por el departamento de Lavalleja, por el que ocupó la banca entre 1929 y 1932. Fue segundo vicepresidente del Senado en 1924 y primer vicepresidente en 1925. Al igual que Pedro Díaz fue un militante liberal anticlerical.
Su sobrino, hijo de Ramón Pablo Díaz, fue Ramón Díaz; periodista, docente, abogado y especialista en economía con vasta experiencia en temas comerciales y financieros, siendo uno de los intelectuales uruguayos más influyentes de las últimas décadas.